# Archimbald IX van Bourbon
Archimbald IX van Bourbon bijgenaamd de Jonge (circa 1212 - Cyprus, 22 januari 1249) was van 1242 tot aan zijn dood heer van Bourbon.

## Levensloop
Archimbald IX was de zoon van heer Archimbald VIII van Bourbon en diens eerste echtgenote Alix van Forez, dochter van graaf Gwijde III van Forez. In 1242 erfde hij de heerlijkheid Bourbon.
In 1248 begeleidde Archimbald koning Lodewijk IX van Frankrijk bij de Zevende Kruistocht in Egypte. Begin 1249 deed de Franse vloot een tussenstop in Cyprus, waar kort voordien een epidemie was uitgebroken. Deze epidemie zorgde voor verschillende slachtoffers in de Franse vloot. Ook Archimbald was onder de slachtoffers en bezweek op 22 januari 1249 aan de epidemie. 

## Huwelijk en nakomelingen
Archimbald huwde met gravin Yolande van Nevers (circa 1215-1254), dochter van graaf Gwijde II van Saint-Pol en gravin Agnes II van Nevers. Ze kregen twee dochters:
- Mathilde II (1234-1262), gravin van Nevers, huwde met Odo van Bourgondië
- Agnes II (1237-1287), vrouwe van Bourbon, huwde met Jan van Bourgondië